# Pont de Schierstein

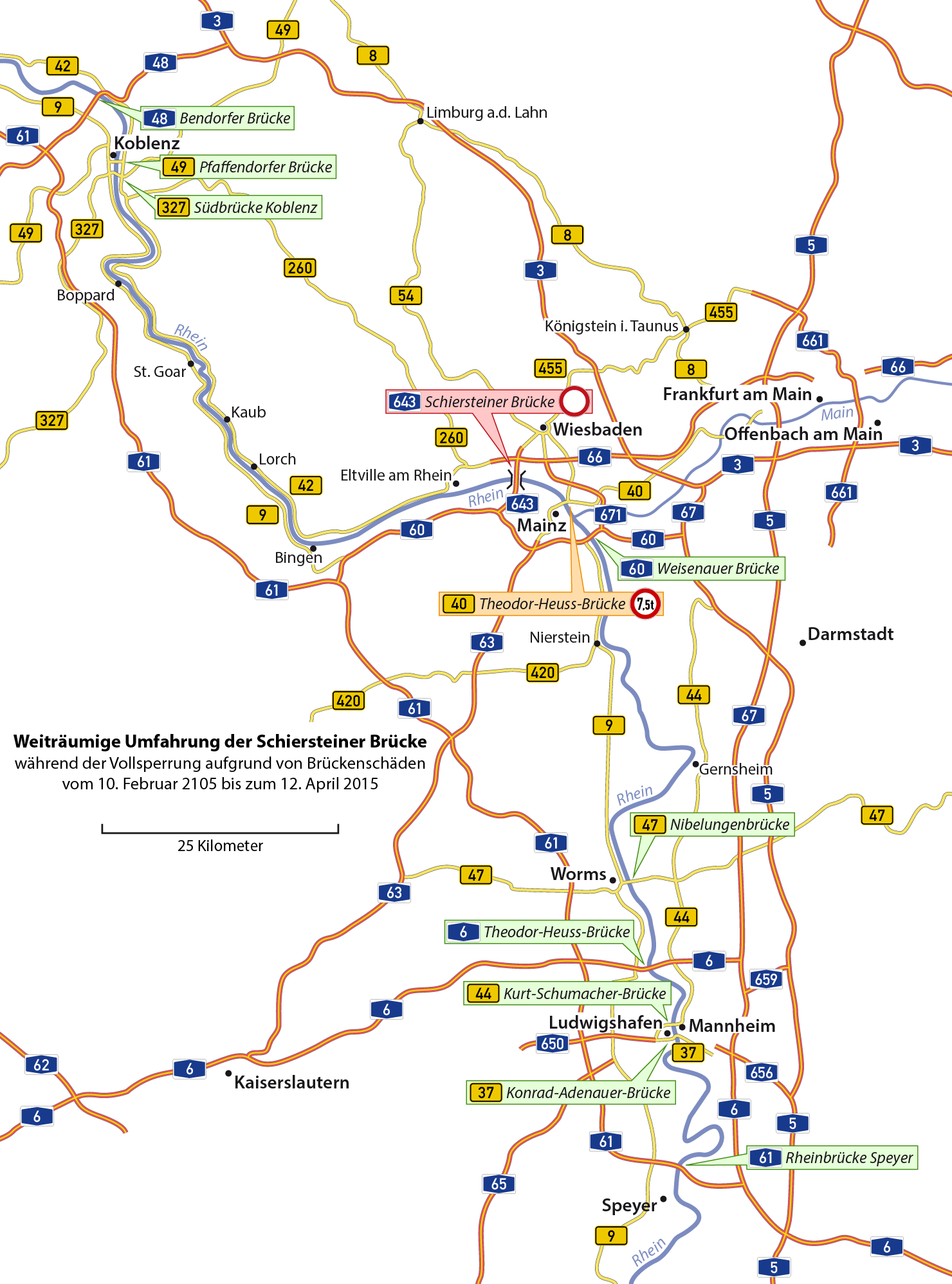
La location du pont dans le réseau routier allemand

Le pont de Schierstein est un pont autoroutier (Bundesautobahn 643) qui traverse le Rhin entre Schierstein, un quartier de Wiesbaden, (sur la rive droite) et Mombach, un quartier de Mayence, (sur la rive gauche), dans les lands allemand des Hesse et Rhénanie-Palatinat. Le pont traverse l'île de Rettbergsaue.